# Вологомір
Вологомір (рос. влагомер, англ. moisture meter, moisture tester; нім. Feuchtemesser m) — прилад для вимірювання вологості газів, рідин та твердих тіл.

## Загальна характеристика

### Вимірювання вологості рідин
Для вимірювання вологості рідин (тобто вмісту домішки води в рідині, для якої вода не є основним компонентом, напр. в нафті) застосовуються ємкісні вологоміри, дія яких основана на визначенні діелектричної проникності або діелектричних втрат в рідині (діелектричний метод), а також кондуктометричні вологоміри, при яких вимірюється електропровідність рідини.
Для визначення вологовмісту нафти на вибої нафтових свердловин використовують глибинні вологоміри (ГВ), які опускають у свердловину на геофізичному кабелі. Максимальна вимірювана величина вологовмісту нафти 50 % (у випадку вищого вологовмісту використовують акваміри). При опусканні приладу у свердловини з відносно невеликими дебітами (малими швидкостями потоку рідини) ГВ має дистанційно керований пакер (для спрямування рідини через вимірювальний канал приладу), точність при цьому підвищується.

### Вимірювання вологості твердих тіл
Вологість твердих тіл визначається ємкісними і кондуктометричними вологомірами. Використовують також резонансне поглинання радіохвиль НВЧ діапазону ядрами водню, що входять до складу води. При цьому виміряну фізичну величину (наприклад, діелектричну проникність) контрольованого шару вологого вугілля зіставляють з еталонним зразком. Застосовуються вологоміри для вимірювання вологості проб вугілля в лабораторних умовах, а також вологоміри для контролю вологості вугілля в технологічному потоці, наприклад, на стрічковому конвеєрі.

### Вимірювання вологості газів
Вологість повітря визначають гігрометрами і психрометрами.

## Ємнісні вологоміри

На вуглезбагачувальних фабриках набув поширення ємнісний вологомір ВАК-4, розроблений інститутом УкрНДІвуглезбагачення. Датчик має форму «лижі», що спирається з постійним зусиллям на транспортований матеріал. Чутливий елемент датчика (рис. а), закріплений на дні «лижі», являє собою плоску чарунку з кільцевими (2) або прямокутними електродами, закріпленими на діелектричній основі (1), і має односторонній контакт з контрольованим матеріалом.
Вимірювальна система вологоміра містить коректуючу схему, що ліквідує чутливість вихідного сигналу перетворювача (Пр) до зміни активного опору контрольованого матеріалу. Як вимірювальний прилад (ВП) використано автоматичний потенціометр (вторинний прилад).

## Нейтронні вологоміри
Нейтронний метод вимірювання вологості заснований на втраті енергії швидких нейтронів при їх зіткненні з атомами водню, що містяться в молекулі води.
При зіткненні нейтронів з ядрами інших елементів втрата енергії значно менша. У даному вологомірі (рис.) джерело нейтронного випромінювання (1) і блок детектування повільних нейтронів (2) поміщені в захисному кожусі (3), біля якого безперервно проходить контрольований матеріал. Сигнал від блока детектування надходить на проміжний перетворювач (Пр) і далі на вимірювальний прилад (ВП).
Маса контрольованого матеріалу в об'ємі повинна бути постійною, дана вимога — основний недолік вологоміра.

## Інфрачервоні вологоміри
Належать до групи оптичних аналізаторів. Принцип роботи заснований на здатності поглинання водою, що міститься в контрольованому матеріалі, енергії випромінювання з довжиною хвилі в інфрачервоній області (від 0.75 до 2.5 мкм).
У промисловості застосовуються інфрачервоні вологоміри типу ВКИ-1, ВСМИ-1, АНАКОН, що вимірюють вогкість матеріалу в потоці на конвеєрі. Вимірювальна головка приладів встановлюється над стрічкою. Для компенсації впливу інших фізико-хімічних властивостей матеріалу використовується додаткове джерело інфрачервоного випромінювання.
Перевага даних вологомірів — відсутність безпосереднього контакту первинного датчика з контрольованим матеріалом. Основний недолік полягає в тому, що вони є вимірниками тільки поверхневої вологи.